# 南埃德米斯頓 (紐約州)
南埃德米斯頓（英語：South Edmeston）是位於美國紐約州奧齊戈縣的普查規定居民點。

## 人口
根據2020年美國人口普查的數據，南埃德米斯頓的面積為2.42平方千米，皆為陸地。當地共有人口592人，而人口密度為每平方千米244.63人。